# Андріївська селищна рада (Волноваський район)
Андрі́ївська се́лищна ра́да — адміністративно-територіальна одиниця та орган місцевого самоврядування у Волноваському районі Донецької області. Адміністративний центр — селище міського типу Андріївка.

## Загальні відомості
- Населення ради: 4 136 осіб (станом на 2001 рік)

## Населені пункти
Селищній раді підпорядковані населені пункти:
- смт Андріївка
- с-ще Бахчовик
- с-ще Дружне
- с-ще Обільне

## Історія
11 грудня 2014 року Верховна Рада України збільшила територію Волноваського району за рахунок передачі до його складу Андріївської селищної ради Тельманівського району.

## Склад ради
Рада складається з 20 депутатів та голови.
- Голова ради: Калініченко Василь Іванович

### Керівний склад попередніх скликань
| Прізвище, ім'я, по батькові | Основні відомості                                                        | Дата обрання | Дата звільнення |
| --------------------------- | ------------------------------------------------------------------------ | ------------ | --------------- |
| Калініченко Василь Іванович | Селищний голова, 1956 року народження, освіта, член Партії регіонів      | 26.03.2006   | 31.10.2010      |
| Калініченко Василь Іванович | Селищний голова, 1956 року народження, освіта вища, член Партії регіонів | 31.10.2010   |                 |

Примітка: таблиця складена за даними сайту Верховної Ради України

### Депутати
За результатами місцевих виборів 2010 року депутатами ради стали:

#### За суб'єктами висування
| Суб'єкт висування                 | Кількість обраних депутатів | %  |
| --------------------------------- | --------------------------- | -- |
| Партія регіонів                   | 16                          | 80 |
| Комуністична партія України       | 3                           | 15 |
| Політична партія «Сильна Україна» | 1                           | 5  |

#### За округами
| № округу                          | Прізвище, ім'я, по батькові         | Дата визнання обраним | Освіта  | Партійна приналежність                  | Відомості про обраного депутата                                    |
| --------------------------------- | ----------------------------------- | --------------------- | ------- | --------------------------------------- | ------------------------------------------------------------------ |
| Комуністична партія України       |                                     |                       |         |                                         |                                                                    |
| 6                                 | Крижановська Олександра Михайлівна  | 03.11.2010            | вища    | член Комуністичної партії України       | Андріївська селищна рада, касир з податків                         |
| 7                                 | Денисова Тетяна Олексіївна          | 03.11.2010            | середня | член Комуністичної партії України       | тимчасово не працює                                                |
| 16                                | Галбай Людмила Станіславівна        | 03.11.2010            | середня | член Комуністичної партії України       | тимчасово не працює                                                |
| Партія регіонів                   |                                     |                       |         |                                         |                                                                    |
| 1                                 | Кульшенко Наталя Альбертівна        | 03.11.2010            | середня | член Партії регіонів                    | Андріївська загальноосвітня школа, вчитель                         |
| 2                                 | Константинова Наталія Олександрівна | 03.11.2010            | вища    | член Партії регіонів                    | Андріївська амбулаторія сімейної медицини, лікар                   |
| 3                                 | Василенко Тетяна Володимирівна      | 03.11.2010            | середня | член Партії регіонів                    | Андріївська селищна рада, інспектор військово-облікового столу     |
| 4                                 | Бугаєнко Неля Никифорівна           | 03.11.2010            | середня | член Партії регіонів                    | тимчасово не працює                                                |
| 5                                 | Ключник Олександр Михайлович        | 03.11.2010            | середня | член Партії регіонів                    | Бахчовик, машиніст насосної установки                              |
| 8                                 | Шиян Віра Олексіївна                | 03.11.2010            | середня | член Партії регіонів                    | Андріївська селищна рада, бухгалтер                                |
| 9                                 | Кисіль Валентина Георгіївна         | 03.11.2010            | вища    | член Партії регіонів                    | Андріївська селищна рада, секретар                                 |
| 10                                | Шиян Христина Олександрівна         | 03.11.2010            | середня | член Партії регіонів                    | Андріївська селищна рада, землевпорядник                           |
| 12                                | Челкак Володимир Георгійович        | 03.11.2010            | середня | член Партії регіонів                    | ВАТ «Бахчовик», фермер                                             |
| 13                                | Косьянов Володимир Васильович       | 03.11.2010            | середня | член Партії регіонів                    | Маріупольський металургійний комбінат ім. Ілліча, слюсар ремонтник |
| 14                                | Луценко Ірина Володимирівна         | 03.11.2010            | середня | член Партії регіонів                    | смт Андріївка, перукар                                             |
| 15                                | Антонова Людмила Олексіївна         | 03.11.2010            | вища    | член Партії регіонів                    | дитячий садок смт Андріївка, завідувачка                           |
| 17                                | Чебанов Ігор Костянтинович          | 03.11.2010            | вища    | член Партії регіонів                    | ВАТ «Бахчовик», інженер по охороні праці                           |
| 18                                | Кузюра Любов Анатоліївна            | 03.11.2010            | вища    | член Партії регіонів                    | смт Андріївка, лікар                                               |
| 19                                | Манойло Олександр Митрофанович      | 03.11.2010            | середня | член Партії регіонів                    | ВАТ «Бахчовик», інженер МТП                                        |
| 20                                | Волков Дмитро Вікторович            | 03.11.2010            | вища    | член Партії регіонів                    | ВАТ «Бахчовик», головний інженер                                   |
| Політична партія «Сильна Україна» |                                     |                       |         |                                         |                                                                    |
| 11                                | Чубарець Володимир Васильович       | 03.11.2010            | вища    | член Політичної партії «Сильна Україна» | тимчасово не працює                                                |